# Гогоберишвили, Александр Тенгизович
Алекса́ндр Тенгизович Гогоберишви́ли (груз. ალექსანდრე გოგობერიშვილი; 16 февраля 1977, Грузинская ССР, СССР) — грузинский футболист, полузащитник.

## Биография
Начинал футбольную карьеру в грузинском клубе «Ркони». В 1994 году провел 1 игру за «Динамо» (Тбилиси). Сезон 1995/96 провел в 2-х клубах — сначала в «Шевардени», а потом — в «Гурия».
В сезоне 1996/97 играл в «Мерани», после чего вернулся в «Динамо» (Тбилиси). Однако в столичном клубе задержался только на полгода и перешёл в Локомотив (Тбилиси).
В 1999—2000 играл за махачкалинский «Анжи». В 2000 вернулся в Грузию, играл за «ВИТ Джорджия». В 2002 снова вернулся в «Динамо» (Тбилиси), где провел 2 сезона.
В 2005 переехал в Азербайджан, где стал выступать за клуб «Баку» у Аскера Абдуллаева. В 2008—2009 играл в азербайджанских командах «Карабах» и «Олимпик» (Баку).
В 2009 вернулся в Грузию, играл за «Сиони» и «Баиа».
В июне 2011 заключил контракт с товузским «Тураном», куда его позвал Аскер Абдуллаев. В августе 2012 года клуб отказался от услуг легионера.